# Marietta Jeschke

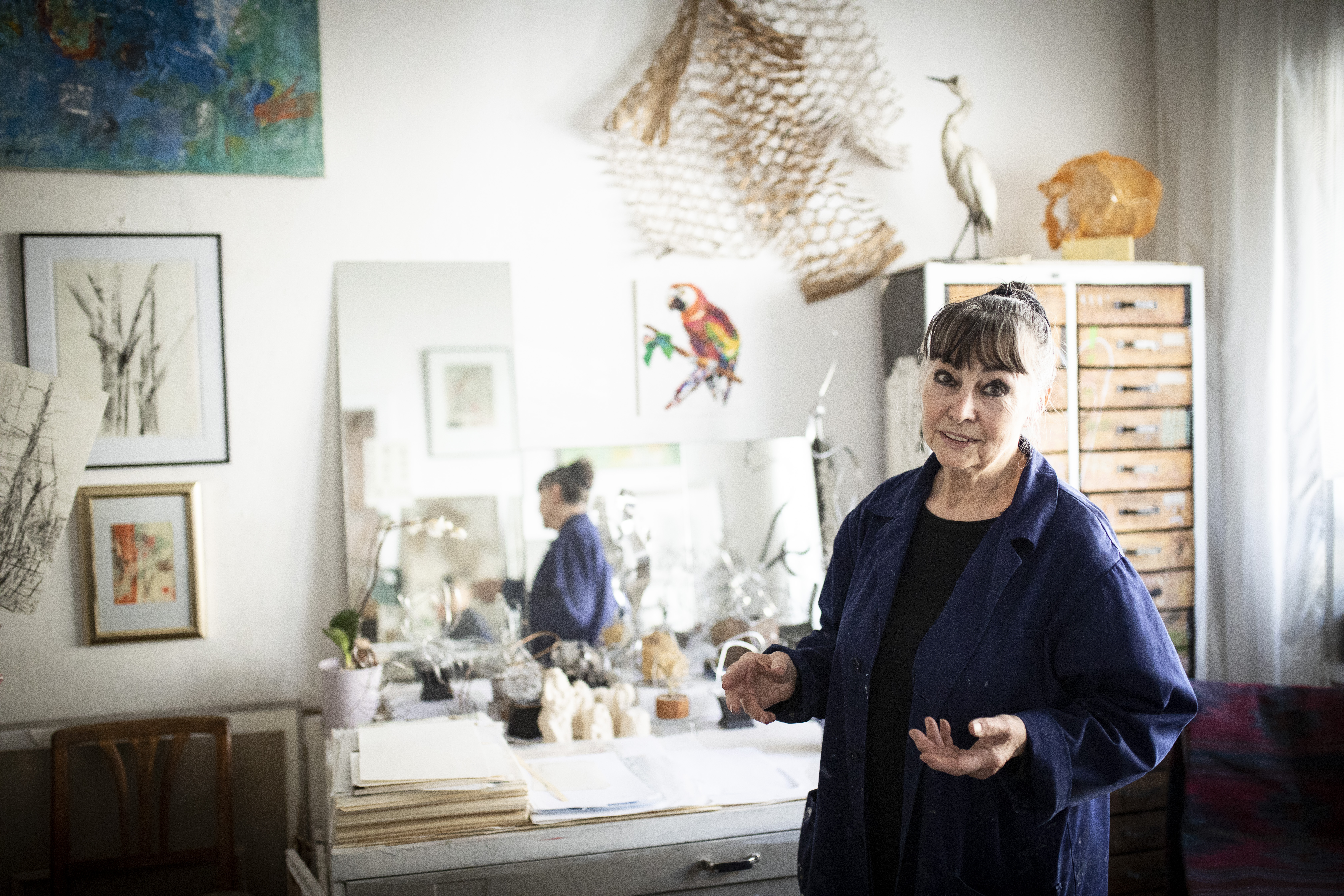
Marietta Jeschke in ihrem Atelier in Reichenbach im Vogtland

Marietta Jeschke (* 28. Mai 1945 als Elke Marietta Thiele in Reichenbach im Vogtland) ist eine deutsche Malerin, Grafikerin, Bildhauerin und Objektkünstlerin.

## Leben
Marietta Jeschke war nach der Ausbildung zur Landwirtin in verschiedenen Berufen tätig (u. a. Offsetretusche und Museumsassistentin). Im Alter von 43 Jahren entschloss sie sich, fortan als freie Künstlerin ihren Lebensunterhalt zu bestreiten.  Der Chemnitzer Grafiker Thomas Ranft (Künstlergruppe Clara Mosch) unterstützte die Künstlerin als Mentor für die Aufnahme in den Verband Bildender Künstler der DDR (VBK), welche 1988 erfolgte.
1989 gründete sie eine Produzentengalerie „Maison d’Art“ in Reichenbach im Vogtland, welche später nach Netzschkau umzog und mit der Ausstellung „Impressionen aus Paris“ eröffnet wurde. Sie gehörte zu den Gründern des Fördervereins für zeitgenössische Kunst „Kunsthalle Vogtland“ e.V.

## Preise und Projekte
- 1989: Preis für Handzeichnungen zu Lyrik (Pablo Neruda)[3]
- 1989: Kunstprojekte u. a. „Klangfantasien“ in Lübeck und Stralsund

## Ausstellungen

### Einzelausstellungen (Auswahl)
- 1990: Städtisches Museum Zwickau. „Metamorphosen“ (Faltblatt)[4]
- 1991: Projekt „Kunst-Zeit“, Netzschkau/Vogtl. Fabrikhalle, Kunstmarkt Dresden, Kunst auf Papier (weitere Teilnahme 1992–1998) (Katalog), Galerie maison d`Art
- 1992: Staatliche Bücher- u. Kupferstichsammlung im Sommerpalais, Greiz/Thür. (Faltblatt)
- 1994: Ausstellung „50“, Galerie am Sachsenplatz in Leipzig
- 1999: „Klangfantasie“, Projekt mit Skulpturen aus Pappe und Metall, Zeichnungen, in St. Marien zu Lübeck und Stralsund, (Faltblatt und Katalog)
- 2000: Leonhardi Museum Dresden, Zeichnungen und Lithografien (Katalog)
- 2005: Schloß Ponitz/Thür. „Lebenslinien“ Malerei, Zeichnung, Skulpturen „Zwei Wege“, Grafik-Museum Bad Steben, Franken, (Katalog), mit Prof. Leber, Berlin
- 2010: Kunsthalle Vogtland e.V. „Aura des Empfindsamen“, Malerei, Grafik, Skulpturen
- weitere Ausstellungsorte: München, Berlin, Frankfurt a. Main

### Ausstellungsbeteiligung (Auswahl)
- 1991: Europäische Kunst- und Kulturtage, Karlsruhe
- 1991. Galerie am Wasserturm, Berlin[5]
- „Miniaturen in der bildenden Kunst“, St. Gallen, Schweiz
- 1993: Museum der bildenden Künste, Leipzig (Kunst nach 1945)
- Museum der Bildenden Kunst, Eger
- 1997: Rheinisches Landesmuseum, Bonn, „Graphik der Gegenwart“
- weitere Ausstellungsorte: Köln, Genf, Paris, internationale Kunstmessen

## Werkstandorte (Auswahl)
- Museum der bildenden Künste Leipzig
- Städtische Kunstsammlungen, Zwickau
- Kunstsammlungen Chemnitz
- Graphik Museum, Stiftung Schreiner, Bad Steben
- Staatliches Museum, Kupferstichkabinett, Schwerin
- Sächsischer Landtag, Dresden
- Bayrische Versicherungskammer, München